# Galeria Infantil Dahl Roald
La Galeria Infantil Dahl Roald és un museu per a nens en honor de Roald Dahl situat al Church Street d'Aylesbury (Buckinghamshire). Va ser inaugurat el 23 de novembre de 1996 per Terence Hardiman, un actor popular entre els nens i nenes a causa del seu paper protagonista de la sèrie The Demon Headmaster. L'edifici era anteriorment una cotxera.
En termes generals, és un museu per a nens que utilitza personatges i els temes dels llibres de Roald Dahl per estimular l'interès dels nens en la ciència, la història i la literatura.
El tema de Roald Dahl s'accentua encara més per l'ús dels dibuixos de Quentin Blake per proporcionar els elements gràfics del museu. Blake, autor i il·lustrador d'obres infantils, està fortament associat amb Dahl a través de les seves portades i il·lustracions per a gairebé totes les edicions modernes del Regne Unit dels llibres de Dahl.
El museu ha guanyat dos premis d'educació. Aylesbury acull cada 2 de juliol el Festival Roald Dahl, una cercavila de gegants basats en els seus personatges.